# بردنر (اوهایو)
بردنر (به انگلیسی: Bradner) یک روستا در ایالات متحده آمریکا است که در شهرستان وود، اوهایو واقع شده‌است. بردنر ۱٫۶۱ کیلومتر مربع مساحت و ۹۸۵ نفر جمعیت دارد و ۲۱۲ متر بالاتر از سطح دریا واقع شده‌است.